# Albert de Dion
Albert Jules Graf de Dion (Carquefou, 9 de março de 1856 — Paris, 19 de agosto de 1946) foi um engenheiro francês, pioneiro da indústria automobilística.
- Commons